# ナンシー・A・コリンズ
ナンシー・A・コリンズ（Nancy A. Collins、1959年9月10日 - ）は、アメリカ合衆国のホラー作家。アーカンソー州生まれ。
1989年、『ミッドナイト・ブルー』(Sunglasses After Dark)で作家デビュー。
1990年代には「スワンプシング」(Swamp Thing)や「ジェイソン vs レザーフェイス」(Jason vs. Leatherface)など、ホラー系アメリカン・コミックスの原作も手がけている。

## 日本語訳された著作リスト

### 「ミッドナイト・ブルー」シリーズ
- 『ミッドナイト・ブルー』（Sunglasses After Dark (1989)、幹遙子訳、ハヤカワ文庫FT） 1997.1 - 1990年ブラム・ストーカー賞受賞
- 『ゴースト・トラップ』（In the Blood (1992) 、幹遙子訳、ハヤカワ文庫FT） 1997.5
- 『フォーリング・エンジェル』（Paint It Black (1995)、幹遙子訳、ハヤカワ文庫FT） 1997.5
- 『ブラック・ローズ』（A Dozen Black Roses (1996)、幹遙子訳、ハヤカワ文庫FT） 1998.10

### 短編
- 「薄い壁」（Thin Walls (1995) 、小林理子訳、扶桑社ミステリー、マーティン・H・グリーンバーグ, エドワード・E・クレイマー, ナンシー・A・コリンズ編『ゴーサム・カフェで昼食を』に収載）
- 「ヴァーグル参上」（Vargr Rule (1992)、内田昌之訳、扶桑社ミステリー、ジェフ・ゲルブ編『ショック・ロック』に収載）
- 「レイモンド」（Raymond (1991) 、石田亨訳、竹書房文庫、菊地秀行監修『スーパー・ホラー・シアター妖魔の宴 狼男編1』に収載）
- 「ナマズ娘のブルース」（Catfish Gal Blues (1999)、田中一江訳、創元推理文庫、アル・サラントニオ編『999』に収載）
- 「魔性の恋人」（Demonlover (1991)、本間有訳、祥伝社文庫、ジェフ・ゲルブ, マイクル・ギャレット編『喘ぐ血』に収載）
- 「わめく声」（Rant、田中一江訳、ミステリマガジン 1994/8 No.460に掲載）
- 「王者の聖宝 - 博物館の公式カタログ抄録」（The Sacred Treasures of Graceland: Excerpts from the Sanctioned Museum Cataloque 、杉原志啓訳、音楽之友社、ポール・M・サモン『エルヴィスとは誰か』に収載）
- 「よそ行きの顎」（The Sunday-Go-To-Meeting Jaw 、幹遙子訳、ミステリマガジン 1999/8 No.521に掲載）
- 「地獄の家にもう一度」（Return to Hell House、幹遥子訳、小学館文庫、クリストファー・コンロン編『ヒー・イズ・レジェンド』に収載）

### インタビュー
- 「ささやかなる黙示 - ナンシー・A・コリンズ語る」（Nancy Collins: Small Apocalypses、幹遙子訳、ミステリマガジン 1999年8月号）

### エッセイ
- 「ニューヨークの妖精」（A Grim Fairy Tale (1999)、堺三保訳、S-Fマガジン2004年8月号）

### アンソロジー
- 『ゴーサム・カフェで昼食を 22の異常な愛の物語』（Dark Love: Twenty Two All-Original Tales of Lust and Obsession (1995)、小林理子訳、マーティン・H・グリーンバーグ, エドワード・E・クレイマー, ナンシー・A・コリンズ編、扶桑社ミステリー） 1996